# Plocoglottis sakiensis
Plocoglottis sakiensis är en orkidéart som beskrevs av Rudolf Schlechter. Plocoglottis sakiensis ingår i släktet Plocoglottis och familjen orkidéer. Inga underarter finns listade i Catalogue of Life.